# Larbaa (Tissemsilt)
Larbaa (în arabă الاربعاء) este o comună din provincia Tissemsilt, Algeria.
Populația comunei este de 2.560 de locuitori (2008).